# Exyston marginatus
Exyston marginatus là một loài tò vò trong họ Ichneumonidae.